# El Polític
El Polític, o Politikos en grec i Politicus en llatí, és l'últim d'un conjunt de quatre diàlegs de Plató. És precedit per Parmènides, Teetet i El Sofista.
Al text, hi observem una discussió entre Sòcrates, el matemàtic Teodor, un altre estudiant anomenat Sòcrates (a qui es refereix com a "jove Sòcrates"), i un filòsof desconegut que exposa les idees del polític. Aquest filòsof és un estranger provinent d'Elea, al qui en diferents versions se'l coneix com "el visitant".
El text en si és la continuació del diàleg el Sofista, el qual mostra una conversa entre Sòcrates, Teetet i el visitant.
D'acord amb John M. Cooper, la intenció d'aquest escrit és la d'explicar que el comandament o poder polític necessita un tipus especialitzat de coneixement. El polític era qui posseïa aquest coneixement per a governar correctament i justa, a més de representar els millors interessos dels seus ciutadans. El diàleg mostra que els polítics han d'estar governats per aquest coneixement o gnosi. Aquesta proposta està dirigida contra aquells que, d'acord amb el visitant, governen actualment, aquells que donen l'aparença de posseir aquest coneixement, però en realitat aquestes persones són només sofistes o imitadors.
Pel que el visitant o estranger afirma, un sofista és aquell que no coneix la manera correcta de fer les coses, però que aparenta davant els altres que sí. L'ideal de l'estranger de com s'arriba a aquest coneixement per a governar és mitjançant divisions socials. El visitant s'esforça a especificar on i per què tals divisions són necessàries, de tal manera que es pugui governar apropiadament els ciutadans.